# Saif Saaeed Shaheen
Saif Saaeed Shaheen (em árabe: سيف سعيد شاهين; nascido Stephen Cherono; Keiyo, 15 de outubro de 1982) é um meio-fundista catari, nascido no Quênia. Especializado nos 3000 metros com obstáculos, foi, por 19 anos, o recordista mundial desta prova, com a marca de 7min53s63 conquistada em Bruxelas, em 2004.
Além do recorde mundial, Shaheen também foi bicampeão mundial da modalidade, conquistando a medalha de ouro em Paris 2003 e Helsinque 2005.